# Scylaticus godavariensis
Scylaticus godavariensis là một loài ruồi trong họ Asilidae. Scylaticus godavariensis được Joseph & Parui miêu tả năm 1997. Loài này phân bố ở miền Ấn Độ - Mã Lai.